# Дуб Калгайд мак Лайдкнен
Дуб Калгайд мак Лайдкнен (др.‑ирл. Dub Calgaid mac Laidcnén; погиб в 769) — король Уи Хеннселайг (Южного Лейнстера) в 761—769 годах.

## Биография
Дуб Калгайд мак Лайдкнен был выходцем из лейнстерского септа Уи Дрона, земли которого располагались на территории современного графства Карлоу. Он получил престол Уи Хеннселайг в 761 году, став преемником своего брата Доннгала, погибшего в сражении при Белах Габрайне (современном Гауране) во время войны с королём Осрайге Анмхадом мак Коном Херкой.
После восьми лет правления Дуб Калгайд мак Лайдкнен погиб в 769 году во время междоусобной войны, сражаясь при Фернсе с Кеннселахом мак Брайном. Его победитель стал новым королём Уи Хеннселайг.
Младший брат Дуб Калгайда мак Лайдкнена, Кайрпре, также был правителем Южного Лейнстера.